# Judá II

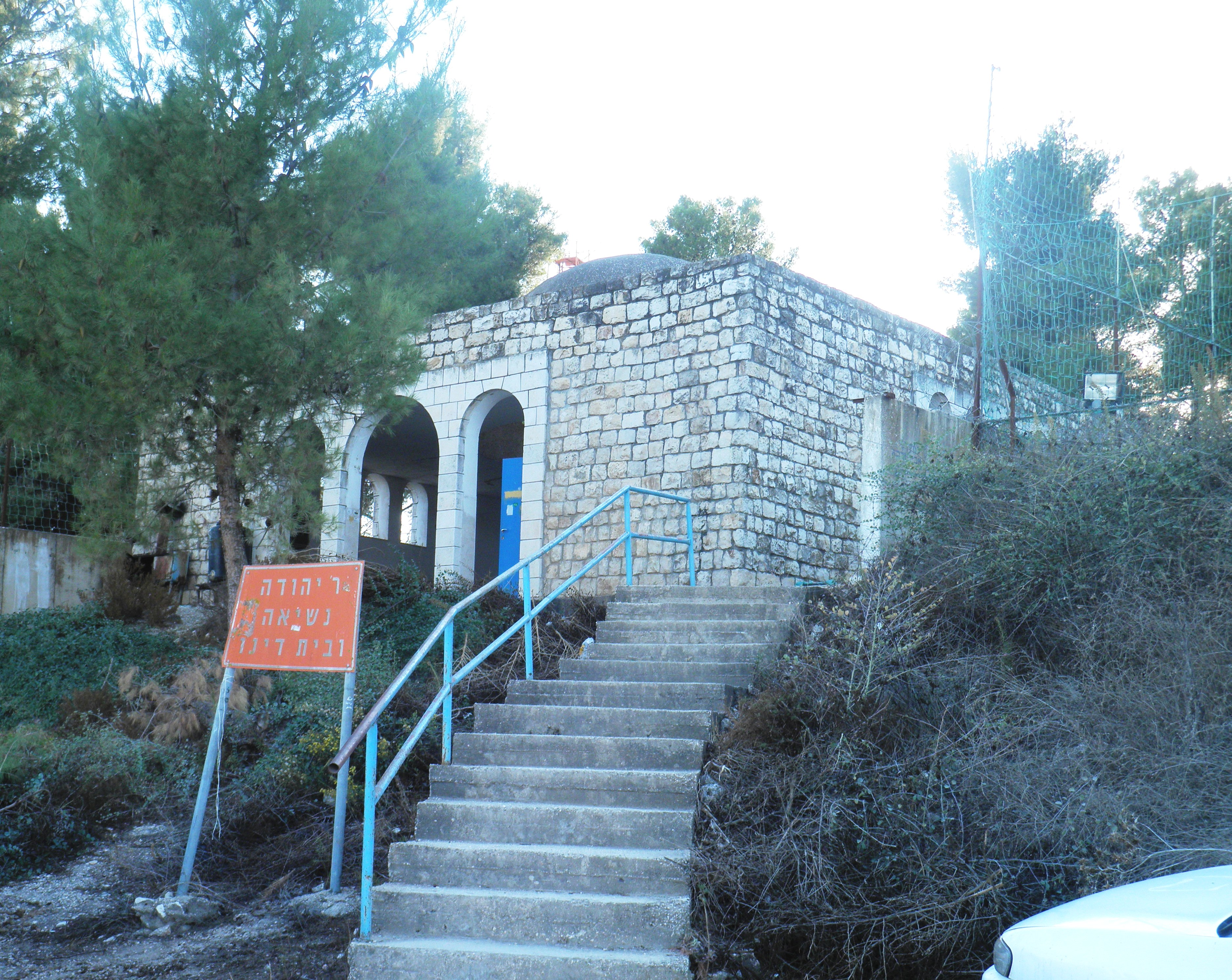
Tumba de Judá II.

Judá II (también llamado Yehuda Nesia, en hebreo: יהודה נשיאה) fue un famoso sabio judío que vivió en la ciudad de Tiberíades en la Tierra de Israel, a mediados del siglo III después de Cristo. Es mencionado en las obras clásicas de la ley oral del judaísmo ortodoxo, en la Mishná y el Talmud.
En la tradición rabínica judía, Judá II fue especialmente conocido por sus tres ordenanzas decretadas por él y su academia rabínica. Una de estas ordenanzas se refería a una reforma de la ley del divorcio.
Fue especialmente famoso por el decreto que permitía el uso del aceite preparado por los paganos, que fue incorporado en la Mishná con la misma fórmula usada en relación con los decretos del Nasí Judá I. Esta ordenanza abrogó una antigua ley, pero fue reconocida en las academias rabínicas de Babilonia.
Simlai, el famoso hagadista, se esforzó por convencer a Judá II para que derogara la prohibición de usar el pan preparado por los paganos. Judah II se negó a hacerlo, alegando que no quería que su academia fuera llamada el "tribunal perdedor".
Juda II no pudo llevar a cabo su intención de omitir el día de ayuno de Tisha b'Av cuando este caía en Shabat.
Juda II fue considerado por sus contemporáneos como su igual en erudición, como se desprende de un curioso encuentro entre Yanai y Judah II. Sin embargo, hay otra versión donde Yohanan acompaña a Yanai).

## Frases famosas
"Si no fuera por los niños pequeños que van a la escuela, el Mundo no existiría".